# Henriëtte van den Brandeler
Hendrika Jacoba (Henriëtte) van den Brandeler (Den Haag, 25 september 1884 – Baarn, 11 april 1985) was een Nederlands componiste.
Ze werd geboren binnen het gezin van militair (toen nog luitenant) Louis Christiaan van den Brandeler en Christina Petronella Greve. Ze werd in 1914 de tweede vrouw van architect George van Heukelom, later onder meer voorzitter bij het Utrechts Symfonie Orkest. In 2016 werd in Amsterdam-Zuid een brug naar haar vernoemd.
Ze kreeg haar muziekopleiding van Johan Wagenaar aan de Utrechtse Maatschappij ter bevordering van de toonkunst. Daarna zette ze haar studie voort aan bij Bernard Zweers (de echtparen werden bevriend) in Amsterdam, Dirk Schäfer en Walter Braunfels in München. Ze begeleidde zangers van achter de piano.
Van haar hand verscheen een aantal liederenbundels (Drie liederen, opus 2 etc.). Verder zou ze liederen uitgeven bij Muziekuitgeverij A.A. Noske.  Ze componeerde echter ook  
- een requiem voor haar overleden vader (overleden in 1911), dat werd uitgevoerd in Naarden onder leiding van dirigent Johan Schoonderbeek.
- een Stabat Mater, op 28 juni 1913 uitgevoerd door het Concertgebouworkest onder leiding van diezelfde Schoonderbeek met Thom Denijs, Pauline de Haan-Manifarges, Aaltje Noordewier-Reddingius en Georg Walter, uitvoering vond plaats te Naarden
- Missa Gaudete in Domino.

Ze schreef een biografie over haar man: Dr. Ir. G.W. van Heukelom, de ingenieur, de bouwmeester, de mens, uitgegeven in 1954 bij uitgeverij NV A. Oosthoek. Het echtpaar was bevriend met schrijfster Christine Doorman.
- International Standard Name Identifier: 0000 0000 4678 5369
- Library of Congress Control Number: no2007074276
- Nederlandse Thesaurus van Auteursnamen: 074422464
- Virtual International Authority File: 51470048
- WorldCat: E39PBJpjcGh9HTXDbXrgymDrMP